# Olesicampe sericea
Olesicampe sericea là một loài tò vò trong họ Ichneumonidae.